# Matchless Silver Arrow-serie
De Matchless Silver Arrow-serie was een serie motorfietsen die het Britse merk Matchless produceerde van 1929 tot 1933.

## Voorgeschiedenis
Matchless was eigendom van de familie Collier en stond onder leiding van de broers Harry, Charlie en Bert Collier. Onder leiding van hun vader Henry Herbert Collier had Matchless voornamelijk motorfietsen met inbouwmotoren van JAP gebouwd, maar na diens overlijden in 1925 begonnen Harry en Charlie steeds meer eigen motorblokken te ontwikkelen. Zo ontstonden de Matchless Model M-serie, de Matchless Model X-serie en de Matchless Model L-serie. Bert, die ruim twintig jaar jonger was, studeerde pas in 1926 af van Woolwich Polytechnic (tegenwoordig de Universiteit van Greenwich) om daarna in de leer te gaan in de tekenkamer van het bedrijf. 

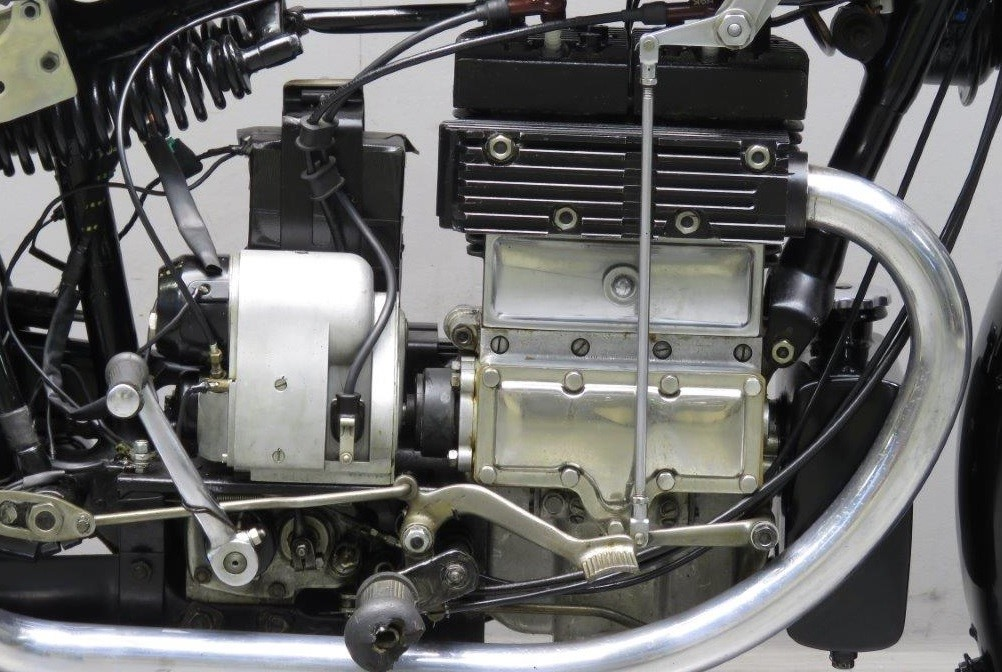
De rechterkant van het motorblok. Het onderste inspectieluikje zit voor de nokkenas, het bovenste voor de kleppen. Aan de onderkant van het blok zit de versnellingsbak. De olietank van de dry-sumpsmering zit aan de voorkant van het motorblok.

## Silver Arrow en Silver Arrow De Luxe
In jaren twintig besloot Charlie een heel nieuw concept te ontwikkelen. Hij bouwde een dwarsgeplaatste V-twin, waarvan de blokhoek van 18° zó klein was, dat zowel het cilinderblok als de cilinderkop uit één stuk gegoten konden worden. Uiterlijk leek de motor dan ook op een langsgeplaatste paralleltwin. Het blok was - hoewel nog van gietijzer - erg modern en had al een unit construction-blok waar de versnellingsbak deel van uitmaakte. Hoewel de krukas dwars was geplaatst, lag de nokkenas in de lengterichting, waardoor de aandrijving via een soort pignon-kroonwiel constructie geschiedde. De uitlaatkleppen hadden een gezamenlijk spruitstuk, waardoor er slechts één fishtail pipe nodig was. De machine had behalve de moderne zadeltank ook al een middenbok in plaats van de aparte standaards bij voor- en achterwiel. Om het achterwiel uit te bouwen kon het achterspatbord worden opgeklapt. De trommelremmen in voor- en achterwiel waren aan elkaar gekoppeld en de machine had - ook bijzonder in die tijd - cantilever achtervering, zoals bij de Vincent-HRD uit 1928.
De Matchless Silver Arrow kwam op het slechts denkbare moment op de markt, in oktober 1929 enkele weken na de beurskrach. Bovendien was de standaardversie, met P&H-acetyleenverlichting en knijpclaxon met meer dan 56 pond al vrij duur, maar de "De Luxe"-versie met Lucas-elektrische verlichting, elektrische claxon en instrumentenpaneel met snelheidsmeter, Lucas lichtschakelaar, ampèremeter,  dashboardverlichting en twist grip-gasbediening kostte zelfs 63 pond. Met "touring sidecar" kwam de prijs op 73 pond en met "Sports Sidecar" op 74 pond.

## Silver Arrow A/2 en Silver Arrow De Luxe A/2
In 1931 werden er kleine wijzigingen aangebracht en kregen de machines de toevoeging "A/2". Een van de wijzigingen was de vierversnellingsbak en een rondere brandstoftank. Ook kreeg de machine een andere Amal-carburateur en werden de beide uitlaatpoorten verder uit elkaar geplaatst. De ontstekingsschakelaar verhuisde van het dashboard naar het stuur. De olietank ging van 2,3 liter naar 3,4 liter.

## Accessoires
Alle "Standard"-modellen konden zonder verlichting geleverd worden, maar ze konden tegen bijbetaling geleverd worden met een snelheidsmeter, P&H-acetyleenverlichting en knijpclaxon, Lucas elektrische verlichting, een sportstuur, verchroomde velgen, beenschilden, een Clarion of Lucas-hoogfrequentclaxon, een afneembare bagagedrager, duozadel en -voetsteunen en Hutchinson "Fastfit" Sports duozadel of een Hutchinson De Luxe duozadel.

## Einde productie
Al in het eerste productiejaar (1930, tevens het eerste crisisjaar) bleek dat de verkopen zeer tegenvielen. Zo sterk zelfs, dat de jonge Bert Collier al begon met de ontwikkeling van de opvolger, de 600cc-Silver Hawk. In 1931 namen de broers Collier het merk AJS over van de gebroeders Stevens in Wolverhampton. Onmiddellijk werd het AJS S3-project de nek omgedraaid. De AJS S3 was veel te duur (65 pond), maar zeer luxueus en een concurrent voor de Silver Arrow en de Silver Hawk. De Silver Hawk kwam al in 1931 op de markt en werd tot eind 1932/begin 1933 naast de Silver Arrow geleverd. Daarna verdween ook de Silver Arrow. De Silver Hawk overleefde tot 1935.

## Technische gegevens
| Matchless Silver Hawk  | Standard                                      | De Luxe                                       | Standard A/2                                  | De Luxe A/2                                   |
| ---------------------- | --------------------------------------------- | --------------------------------------------- | --------------------------------------------- | --------------------------------------------- |
| Periode                | 1930                                          | 1930                                          | 1931-1933                                     | 1931-1933                                     |
| Categorie              | Toermotor / zijspantrekker                    | Toermotor / zijspantrekker                    | Toermotor / zijspantrekker                    | Toermotor / zijspantrekker                    |
| Motortype              | Zijklepmotor                                  | Zijklepmotor                                  | Zijklepmotor                                  | Zijklepmotor                                  |
| Bouwwijze              | Dwarsgeplaatste 18° V-twin                    | Dwarsgeplaatste 18° V-twin                    | Dwarsgeplaatste 18° V-twin                    | Dwarsgeplaatste 18° V-twin                    |
| Koeling                | Lucht                                         | Lucht                                         | Lucht                                         | Lucht                                         |
| Boring                 | 53,9 mm                                       | 53,9 mm                                       | 54,0 mm                                       | 54,0 mm                                       |
| Slag                   | 85,7 mm                                       | 85,7 mm                                       | 86,0 mm                                       | 86,0 mm                                       |
| Cilinderinhoud         | 391,1 cc                                      | 391,1 cc                                      | 393,3 cc                                      | 393,3 cc                                      |
| Carburateur(s)         | Amal type 4/014                               | Amal type 4/014                               | Amal type 4/014                               | Amal type 4/014                               |
| Smeersysteem           | Dry-sumpsysteem                               | Dry-sumpsysteem                               | Dry-sumpsysteem                               | Dry-sumpsysteem                               |
| Compressieverhouding   | 5,6:1                                         | 5,6:1                                         | 5,6:1                                         | 5,6:1                                         |
| Max. Vermogen          | 16 pk bij 5.000 tpm                           | 16 pk bij 5.000 tpm                           | 16 pk bij 5.000 tpm                           | 16 pk bij 5.000 tpm                           |
| Topsnelheid            | ca. 100 km/uur (met zijspan ca. 80 km/uur)    | ca. 100 km/uur (met zijspan ca. 80 km/uur)    | ca. 100 km/uur (met zijspan ca. 80 km/uur)    | ca. 100 km/uur (met zijspan ca. 80 km/uur)    |
| Primaire aandrijving   | Ketting                                       | Ketting                                       | Ketting                                       | Ketting                                       |
| Versnellingen          | 3                                             | 3                                             | 4                                             | 4                                             |
| Secundaire aandrijving | Ketting                                       | Ketting                                       | Ketting                                       | Ketting                                       |
| Rijwielgedeelte        | Open brugframe                                | Open brugframe                                | Open brugframe                                | Open brugframe                                |
| Voorvork               | Matchless-Girder                              | Matchless-Girder                              | Matchless-Girder                              | Matchless-Girder                              |
| Achtervork             | Cantilever                                    | Cantilever                                    | Cantilever                                    | Cantilever                                    |
| Remmen                 | 8 inch trommelremmen voor en achter gekoppeld | 8 inch trommelremmen voor en achter gekoppeld | 8 inch trommelremmen voor en achter gekoppeld | 8 inch trommelremmen voor en achter gekoppeld |
| Tankinhoud             | 11,4 liter                                    | 11,4 liter                                    | 11,4 liter                                    | 11,4 liter                                    |
| Rijklaar gewicht       | 140 kg zonder accessoires                     | 140 kg zonder accessoires                     | 140 kg zonder accessoires                     | 140 kg zonder accessoires                     |
| Voorganger             | Geen                                          | Geen                                          | Standard                                      | De Luxe                                       |
| Opvolger               | Standard A/2                                  | De Luxe A/2                                   |                                               |                                               |